# Saison 23 d'Inspecteur Barnaby
Chronologie
Saison 22 Saison 24
Cet article présente la vingt-troisième saison de la série télévisée Inspecteur Barnaby.

## Synopsis
Derrière l’apparente tranquillité d’un comté anglais se cachent de sombres secrets, des scandales et d’autres mystères. Crime, kidnapping et chantage forment le quotidien des curieux habitants du Midsomer. L’inspecteur Barnaby et le sergent Jamie Winter ont la lourde charge d’enquêter sur toutes les affaires de la région…

## Distribution

### Acteurs principaux
- Neil Dudgeon (VF : Michel Dodane) : Inspecteur John Barnaby
- Nick Hendrix (en) (VF : Benjamin Gasquet) : Sergent Jamie Winter

### Acteurs récurrents
- Fiona Dolman (VF : Danièle Douet) : Sarah Barnaby (4 épisodes)
- Annette Badland (VF : Anne Plumet) : Dre Fleur Perkins (4 épisodes)
- Isabel Shaw : Betty Barnaby (2 épisodes)

## Liste des épisodes
1. La fin du monde
2. Secrets et mensonges
3. Qui sème le vent
4. Effet domino

### Épisode 1:La fin du monde
- Royaume-Uni : 12 décembre 2022
- France : 10 mars 2024

- France : 1,88 million de téléspectateurs[1] (première diffusion)

- Holly Aird (en) : Paige Burrows
- Kate Robbins (en) : Lyra Kaine
- Pal Aron (en) : Randall Salt
- Aran Bell : Warren Kaine
- Robert Cavanah : Guy Burrows
- Cayvan Coates : Zane Burrows
- Carly-Sophia Davies : Becky Burrows
- Sonita Henry : Clodagh Kaine
- Cora Kirk : Etta Derby
- Tej Obano : Stu Levy
- Nina Wadia (en) : Medora Salt

### Épisode 2:Secrets et mensonges
- Royaume-Uni : 19 décembre 2022
- France : 17 mars 2024

- France : 2,29 millions de téléspectateurs[2] (première diffusion)

- Gary Beadle (en) : Damian Bennet
- Tom Conti : Sebastian Cabot
- Sabina Franklyn : Elaine Bennet
- Geff Francis : Billy Bevan
- Mariam Haque : Jenny Bennet
- Lorne MacFadyen : Lionel Bennet
- Elizabeth Payne : Ruth Cabot
- Peter Polycarpou : Giles Franklyn
- Jules Robertson : Charlie Cabot
- Alex Walkinshaw (en) : Sam Engells
- Diana Yekinni (en) : Matty Bennet

### Épisode 3:Qui sème le vent
- Royaume-Uni : 26 décembre 2022
- France : 24 mars 2024

- France : 2,08 millions de téléspectateurs[3] (première diffusion)

- Natasha Atherton : Sophie Rendle
- Paul Chahidi (en) : Gabriel Arnson
- Flaminia Cinque : Maria Cignoni
- Chris Coniston : Ricky Naybury
- Russell Floyd (en) : Jack Duncroft
- Robert Gilbert : Tom Larkton
- Jola Jassy : Clare Simkins
- Geoffrey Lumb : Nathan Duncroft
- Jo Martin : Denise Bantrig
- Rebecca Night (en) : Chrissie Larkton
- Laila Rouass : Vanessa Debouverie
- Harry Taurasi : Bobby Cignoni
- Martin Trenaman (en) : Silas Bantrig

### Épisode 4:Effet domino
- Royaume-Uni : 2 janvier 2023
- France : 31 mars 2024

- France : 2,28 millions de téléspectateurs[4] (première diffusion)

- Ace Bhatti (en) : Dickie Dent
- Ruth Clarson : Client du pub
- Clare Hingott : Lois Springfield
- LJ Johnson : Chantelle Dawlish
- Felix Kai : Malik Payne
- Nigel Lindsay (en) : Nigel Bellamy
- Nichola McAuliffe (en) : Norinda Bellamy
- Tessie Orange-Turner : Evelyn Hardy
- Suzanne Packer (en) : Olivia Dent
- Sophie Stone : Gill Templeton
- Baxter Westby : Rocco Templeton
- Stewart Wright (en) : Shawn Dawlish